# Lednické Rovne
Lednické Rovne este o comună slovacă, aflată în districtul Púchov din regiunea Trenčín, pe malul râului Lednica⁠(d). Localitatea se află la altitudinea de 278 m deasupra n.m., se întinde pe o suprafață de 10,75 km2 și în 2010 număra 4.125 de locuitori.

## Istoric
Localitatea Lednické Rovne este atestată documentar din 1471.

## Demografie
| An:                | 1994 | 2004   | 2014   | 2024   |
| ------------------ | ---- | ------ | ------ | ------ |
| Număr de persoane: | 4004 | 4209   | 4097   | 3844   |
| Diferență:         |      | +5,11% | −2,66% | −6,17% |

| An:                | 2023 | 2024   |
| ------------------ | ---- | ------ |
| Număr de persoane: | 3869 | 3844   |
| Diferență:         |      | −0,64% |